# Подладчиков Юрій Юрійович
Юрій Подладчиков (нім. Iouri Podladtchikov, рос. Юрий Юрьевич Подладчиков, 13 вересня 1988) — швейцарський сноубордист російського походження, олімпійський чемпіон.
Юрій Подладчиков народився в Росії, але виріс у Давосі, Швейцарія. На Туринській олімпіаді він представляв Росію, а на двох наступних — Швейцарію. Золоту олімпійську медаль Юрій виборов на іграх у Сочі в змаганнях із хафпайпу.
Чемспіон Європейських зимових екстремальних ігор 2010 року у суперпайпі.
Серед сноубордистів Юрій відомий як i-Pod за першими літерами його імені та прізвища.